# United Farmers
Die Bewegung der United Farmers (dt. Vereinigte Bauern) kam in Kanada nach dem Ersten Weltkrieg auf. Nach der Weigerung der damaligen unionistischen Koalitionsregierung, die Struktur der Zölle zugunsten der krisengeschüttelten Landwirtschaft zu ändern, radikalisierten sich mehrere Bauernorganisationen und wurden politisch aktiv. In drei Provinzen stellten die United Farmers die Regierung. Die weitere Entwicklung in den Provinzen verlief unterschiedlich: In einigen schlossen sich die Bauernbewegungen sozialistischen Gruppierungen an, in anderen der Liberalen oder der Konservativen Partei.

## Politische Ausrichtung
Die Bewegung gelangte bei Wahlen in den Provinzen Ontario, Alberta und Manitoba an die Macht und stellte dort die Regierung. Auf föderaler Ebene war sie mit der Progressiven Partei verbunden, wobei die ideologischen Abgrenzungen meist fließend waren. Die United Farmers lehnten die National Policy der Konservativen Partei ab, die hohe Zölle zum Schutz der kanadischen Industrie vor ausländischer Konkurrenz vorsah (was wiederum die Landwirtschaft stark benachteiligte). Gleichzeitig fanden sie, dass die Liberale Partei nicht entschlossen genug für den Freihandel eintrete und die Interessen der Unternehmer zu stark berücksichtige.
Im Allgemeinen bildeten die Bauernbewegungen politische Allianzen mit Arbeitergruppierungen und Sozialisten. Als sie jedoch Provinzregierungen stellten, fielen sie durch eine pragmatische Politik auf und orientierten sich ideologisch an den Liberalen. Dies führte zu einem Bruch zwischen den United-Farmers-Regierungen und ihren Organisationen.

## Provinzorganisationen

### Alberta
Die United Farmers of Alberta (UFA) stellten in Alberta von 1921 bis 1935 die Provinzregierung. Sie waren im selben Zeitraum auch mit mehreren Abgeordneten im kanadischen Unterhaus vertreten. Diese gehörten zunächst der Fraktion der Progressiven Partei an, traten aber ab 1926 eigenständig auf. Die politische Bewegung zerfiel 1935 nach einem Skandal. Heute ist die UFA als unpolitische Genossenschaft tätig.

### Manitoba
Die United Farmers of Manitoba (UFM) bildeten im Gegensatz zu den übrigen Provinzen keine Allianz mit der Arbeiterbewegung. Bei der Provinzwahl 1920 wurden mehrere „Farmer-Kandidaten“ gewählt. 1922 trat die UFM erstmals offiziell an und gewann die Wahl. Premierminister John Bracken trennte die Genossenschaft von der Politik und benannte die Bewegung in Progressive Party of Manitoba um. Diese schloss sich mit der Konservativen Partei auf Bundesebene zusammen, woraus die Progressiv-konservative Partei entstand.

### Saskatchewan
Mitglieder der Farmers’ Union of Canada und der Saskatchewan Grain Growers’ Association gründeten 1926 die United Farmers of Canada (Saskatchewan Section). Als die Weltwirtschaftskrise und der Dust Bowl die Landwirtschaft fast zum Erliegen brachten, wurde die UFC (SS) zu einer politischen Bewegung und vertrat sozialistische Anliegen. 1932 schloss sie sich mit der Independent Labour Party zusammen, woraus zwei Jahre die Co-operative Commonwealth Federation entstand, die Vorläuferin der Neuen Demokratischen Partei.

### Ontario
In Ontario bildeten die United Farmers of Ontario (UFO) nach der Wahl 1919 die Provinzregierung. Nach der Wahlniederlage 1923 und dem formellen Beschluss der UFO, sich aus der Politik zurückzuziehen, traten die übrig gebliebenen Abgeordneten als Progressive in Erscheinung. Ein Teil der Bewegung bildete unter der Bezeichnung Liberal-Progressive bis 1934 eine Allianz mit der Ontario Liberal Party, ein anderer Teil schloss sich der Co-operative Commonwealth Federation an. Zeitweise war die UFO auch im kanadischen Unterhaus vertreten.

### Québec
Die Fermiers unis du Québec wurden 1920 gegründet. Im darauf folgenden Jahr schlossen sie sich mit der Union des cultivateurs du Québec zur Parti fermier-progressiste du Québec (PFC) zusammen. Die PFC nahm erfolglos an der Unterhauswahl 1921 teil und löste sich danach auf.

### Nova Scotia
Die 1920 gegründeten United Farmers of Nova Scotia konnten bei der Provinzwahl im selben Jahr neun Sitze gewinnen. Zusammen mit den Abgeordneten der Arbeiterpartei bildeten sie eine Fraktion und führten die Opposition an. Die Partei zerfiel bis 1925 als Folge einem Bestechungsskandals.

### New Brunswick
Bei der Provinzwahl 1920 wurden neun Vertreter der United Farmers of New Brunswick gewählt. Sie schlossen sich der Fraktion der Liberalen Partei an und stützten deren Minderheitsregierung. Vier Jahre später verloren alle Bauernvertreter ihren Sitz und bei nachfolgenden Wahlen gelang es keinem mehr, gewählt zu werden.

### Neufundland
Neufundland war bis 1949 ein von Kanada unabhängiger Staat. Obwohl sie keine Bauernorganisation war und vielmehr die Interessen der Fischer vertrat, wies die von 1908 bis 1934 existierende Fishermen’s Protective Union große Ähnlichkeiten mit den kanadischen United Farmers auf.